# Амани, Николай Николаевич
Николай Николаевич Амани (23 марта [4 апреля] 1872, Санкт-Петербург — 21 сентября [4 октября] 1904, Ялта) — русский композитор и пианист.

## Биография
Николай Амани начал выступать в концертах в качестве пианиста в 11-летнем возрасте. Первое музыкальное обучение проходил у Николая Дубасова. В 1890 году поступил в Санкт-Петербургскую консерваторию в класс профессора Штейна, там же изучал гармонию у Анатолия Лядова. В 1897 году окончил класс фортепиано Анны Есиповой, а в 1900 году — класс теории композиции Николая Римского-Корсакова. Был участником «Беляевского кружка».
Лауреат премии «Общества камерной музыки» за струнное трио (D-moll) op. 1 (1900). В качестве экзаменационной работы написал кантату «Рай и Пери» (1900). Ввиду проблем со здоровьем в 1901 году отправился в Италию на лечение. В Италии миланская фирма «Рикорди» издала три его фортепианные пьесы.
В 1901 году были изданы его фортепианные произведения: тема с вариациями «As-dur» op. 3, сюита op. 4, сборник пьес ор. 5,7 и 8.
С 1902 года жил и работал в Ялте. Большую помощь молодому композитору оказывал меценат Митрофан Беляев, благодаря ему Амани смог издавать свои произведения. В 1903 году он получил премию за хор а капелла: «Клонит к лени полдень жаркий» ор. 14 от Московского Русского Хорового Общества.
С 1902 по 1904 годы написал юбилейную кантату в честь Михаила Глинки, которая впоследствии была исполнена в Ялте уже после смерти композитора. Фортепианные пьесы Николая Амани были оркестрованы Александром Спендиаровым и исполнялись в Ялте и в Петербурге.
Музыкальное наследие Николая Амани невелико. Оркестровая увертюра, в 1904 году была исполнена в Ялте в день похорон автора. Несколько романсов и вокальных и фортепианных пьес на слова Алексея Апухтина, Ивана Никитина, Алексея Толстого, Афанасия Фета и др. Всего 15 opus’ов, в числе которых, отрывок из «Иоанна Дамаскина» графа Алексея Толстого, баллада для баса — «Бородино» на стихи М. Лермонтова с посвящением Фёдору Шаляпину. «Альбом для юношества» состоящий из 12 пьес.

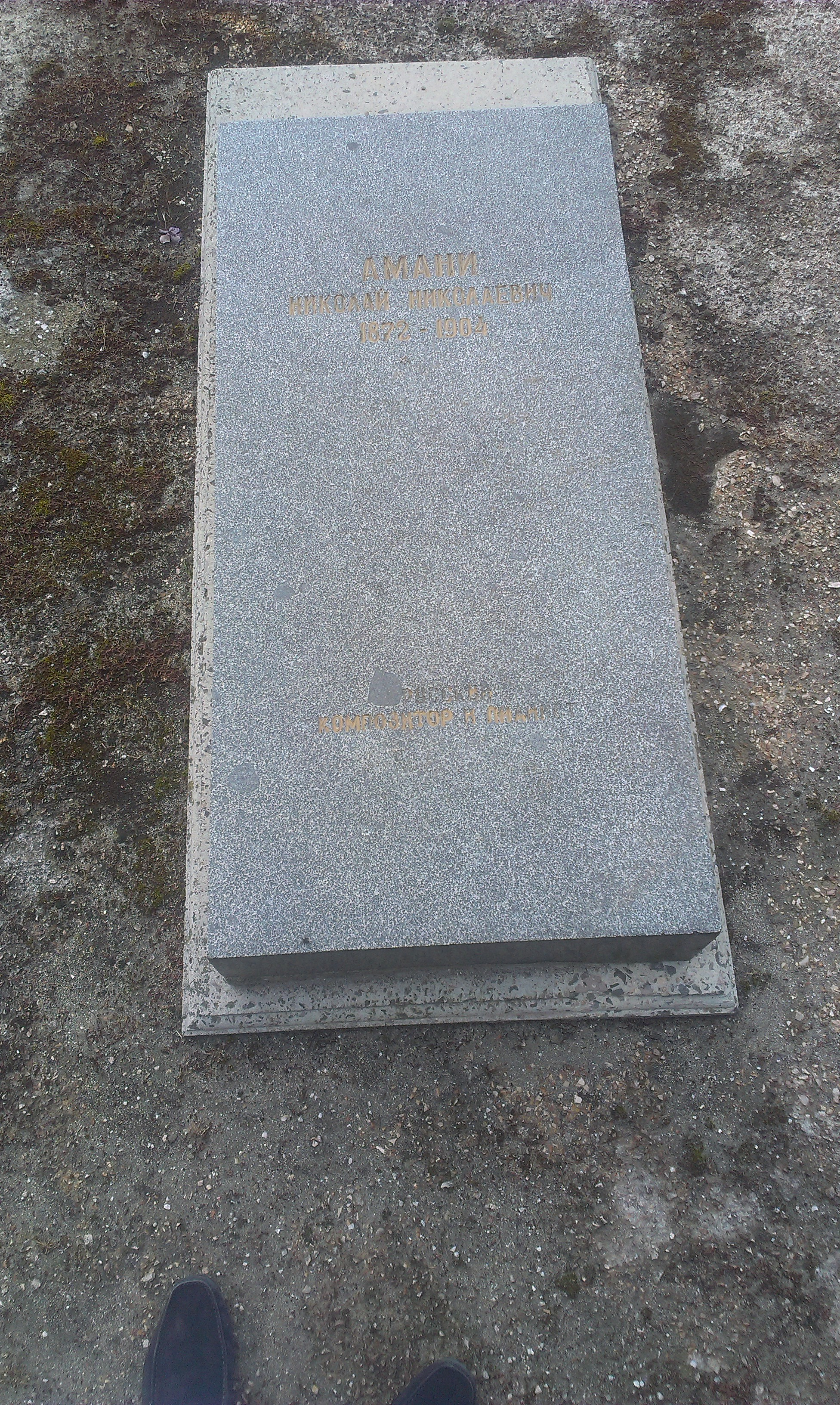
Могила Амани

Умер 21 сентября (4 октября) 1904 года в Ялте, похоронен в том же городе на Поликуровском мемориале. В 1979 году на могиле было установлено надгробие из крымского диорита.

## Музыкальные произведения
- String Trio, Op.1
- Theme and Variations, Op.3
- Suite for Piano, Op.4
- 2 Valses, Op.5 (исполняет Phillip Sear фортепиано)
- 4 Pièces caractéristiques, Op.7 (Élégie, № 3 исполняет Phillip Sear фортепиано)
- 3 Preludes, Op.8 (исполняет Phillip Sear фортепиано Архивная копия от 23 сентября 2016 на Wayback Machine)
- Album pour la jeunesse, Op.15

## Ноты
- Нотный архив imslp.org Архивная копия от 13 апреля 2014 на Wayback Machine